# La Forêt et la Steppe
La Forêt et la Steppe est une nouvelle d'Ivan Tourgueniev parue dans la revue russe Le Contemporain en 1849. Elle fait partie du recueil Mémoires d'un chasseur, dont elle clôt l’édition de 1874. 
À la différence des vingt-quatre nouvelles de l’ouvrage, l'auteur ne parle que de ses impressions de chasseur.

## Résumé
Le narrateur s'adresse au lecteur : « En guise d’adieu, je voudrais dire quelques mots de la chasse », puis il décrit les départs à l’aube, les matinées de juillet passées dans les taillis, l’orage qui surprend le chasseur, les retours à la maison de nuit, la chasse à la gélinotte dans les seigles, le tir à la bécasse en lisière de forêt, les jours brumeux d’été où l’on ne voit pas à quelques pas, les longues marches dans la steppe avec ses villages, habitants et convois. Il conclut : « Adieu, lecteur ; je vous souhaite un bonheur éternel ».

## Édition française
- La Forêt et la Steppe, traduit par Françoise Flamant, Éditions Gallimard, Bibliothèque de la Pléiade, 1981  (ISBN 978 2 07 010980 7).